# Rataj (Pogórze Kaczawskie)

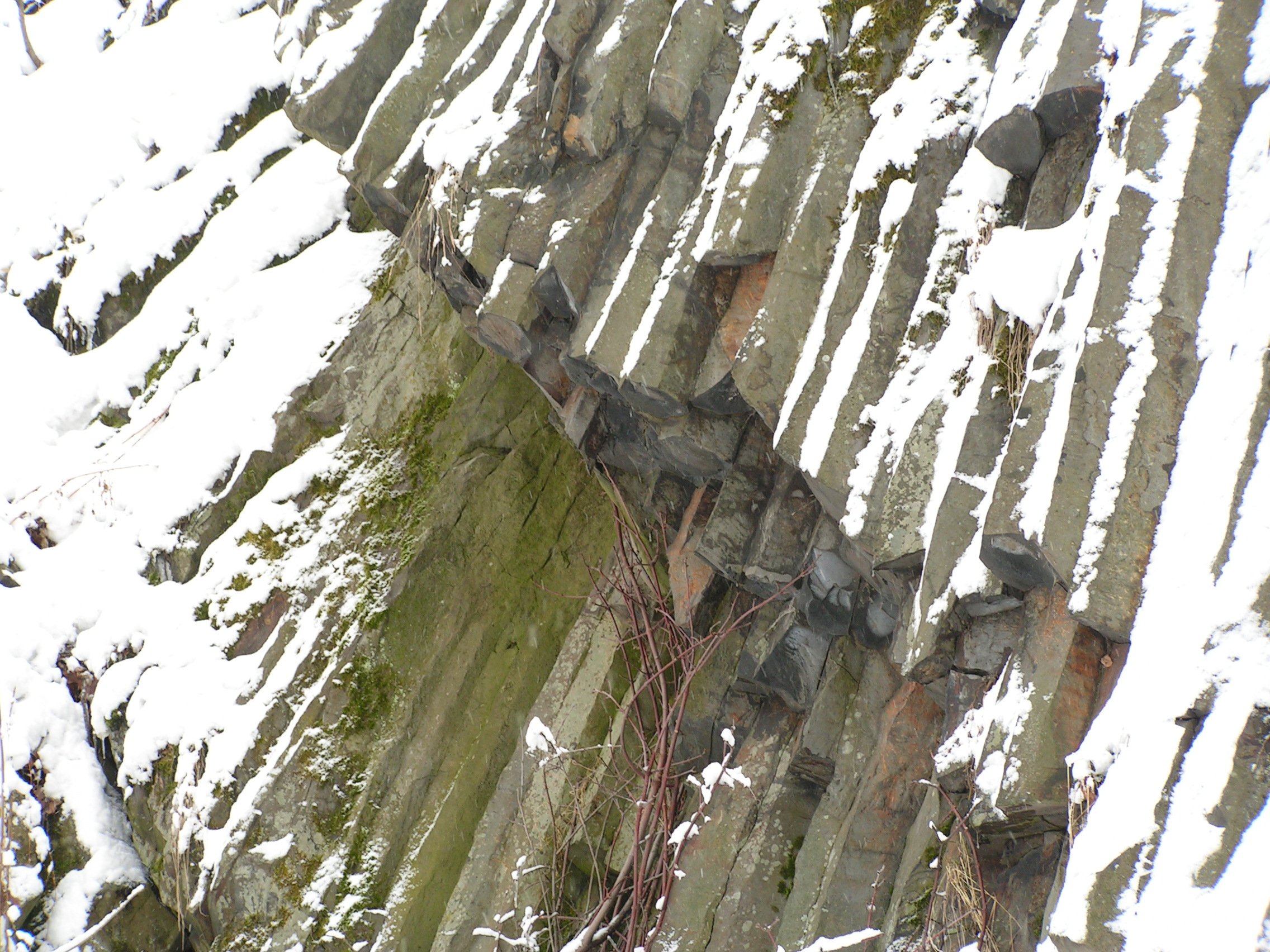
Słupy bazaltowe – Małe Organy Myśliborskie

Rataj (niem. Ratschberg) – wzniesienie o wysokości 350 m n.p.m., w południowo-zachodniej Polsce, na Pogórzu Kaczawskim, na Pogórzu Zachodniosudeckim (dawniej Sudety Zachodnie).
Wzniesienie położone jest na terenie Parku Krajobrazowego „Chełmy”, w południowo-wschodniej części Pogórza Kaczawskiego, na Pogórzu Złotoryjskim, około 0,8 km, na południowy wschód od Myśliborza, województwo dolnośląskie.
Niewielkie powulkaniczne wzniesienie w kształcie małego stożka o dość stromych zboczach, z wyraźnie podkreślonym wierzchołkiem, wznosi się na wschodniej krawędzi Pogórza Złotoryjskiego przy wschodniej granicy Parku Krajobrazowego „Chełmy”. Jest to wzniesienie o zróżnicowanej budowie geologicznej, zbudowane z bazaltu mioceńskiego stanowiącego część rdzenia dawnego wulkanu tarczowego o zasadowej lawie. Bazalt budujący wzniesienie jest spękany tworzy regularne słupy. Na zboczach występują skalne rumowiska zbudowane z dużych ostrokrawędzistych kamieni pochodzenia wulkanicznego. Niższe partie zbocza przykrywają utwory soliflukcyjnych, a u podnóża występują również osady glacjalne, fluwioglacjalne. Wzniesienie porośnięte jest lasem liściastym z niewielką domieszką drzew iglastych. Na zboczu góry w wyrobisku nieczynnego kamieniołom, pionowa ściana z wyraźnie od siebie oddzielonymi słupami bazaltowymi. W centralnej części dawnego komina wulkanicznego na wschodnim zboczu wzgórza znajduje się ponad 40-metrowej wysokości ściana o pionowym ciosie, zbudowana z wyraźnie od siebie oddzielonych słupów bazaltowych, przypominających wyglądem piszczałki organów. Są to „Małe Organy Myśliborskie”. 
Wzniesienia w trzeciorzędzie było wyższe od obecnego wzgórza. Erozja i denudacja trwające przez kilka ostatnich milionów lat, przyczyniły się do zdarcia grubej pokrywy otaczającej komin wulkaniczny - zniszczyły sam stożek wulkaniczny wraz z  kraterem. Z dawnego wulkanu zachował się tylko nek, w postaci twardziela wypełniającego wnętrze komina wulkanicznego i dolnej części krateru. W okresie zlodowacenia, w trakcie transgresji lądolodu wzniesienie było całkowicie przykryte lodem. Wody topniejącego lądolodu usunęły część zwietrzelin.
Na podłożu bazaltowym rośnie wiele rzadkich roślin, m.in. wawrzynek wilczełyko, przylaszczka, kokorycz, zawilec gajowy, zawilec żółty, konwalia majowa, żankiel zwyczajny, lilia złotogłów.
Na wzgórza Rataj, w wyrobisku dawnego kamieniołomu znajduje się pomnik przyrody nieożywionej „Małe Organy Myśliborskie”.
Na wzniesieniu w średniowieczu mieściła się warownia datowana na XIII wiek. Stanowiła ona formę przejściową między zamkiem a grodem obronnym. Składała się z trzech części, zamku głównego, znajdującego się na szczycie wzniesienia oraz dwóch podzamczy. Pozostałości po zamku zostały zniszczone w trakcie eksploatacji surowca skalnego. Do obecnych czasów zachowały się znikome fragmenty murów, wałów i fosy. W okolicy wzniesienia odkryto ślady grodzisk wczesnośredniowiecznych.

## Turystyka
W pobliżu szczytu prowadzi szlak turystyczny:
- czerwony – prowadzący północnym podnóżem z Bolkowa do Złotoryi.